# 양혜승 (가수)
양혜승(1970년 10월 19일~)은 대한민국의 가수이다.

## 작품 목록

### 음반
- 2017년 싱글 언니 멋져
- 2008년 싱글 앨범 퍼스트 트로트(1st Trot)
- 2006년 싱글 앨범 더 포스 오브 더 포스(The Force Of The Fourth)
- 2005년 3집 양 양과 함께
- 2003년 2집 양혜승 볼륨 2(Yang HyeSeung Volume 2)
- 2002년 1집 백 킬로그램(100kg)

### 텔레비전 드라마
- 결혼이야기 - '내겐 너무 예쁜 당신' 편 (KBS2) ... 명주 역
- 안녕 프란체스카 시즌 3 - 7화에서 서로 연인이 된 다이아나(현영)와 최규환 형사(최규환)의 애정점을 쳐주는 타로카드 점술사로, 10화에서 이사벨(김수미)과 양다리를 걸친 남자의 애인으로 단역 출연했다.

### 예능
- 2020년 1월 11일 JTBC2 《투유 프로젝트 슈가맨3》
- 2020년 5월 3일~10일 MBC 《미스터리 음악쇼 복면가왕》

## 수상
- 1989년 미스코리아 경기 미스 의왕[2]